# Gustave Doret

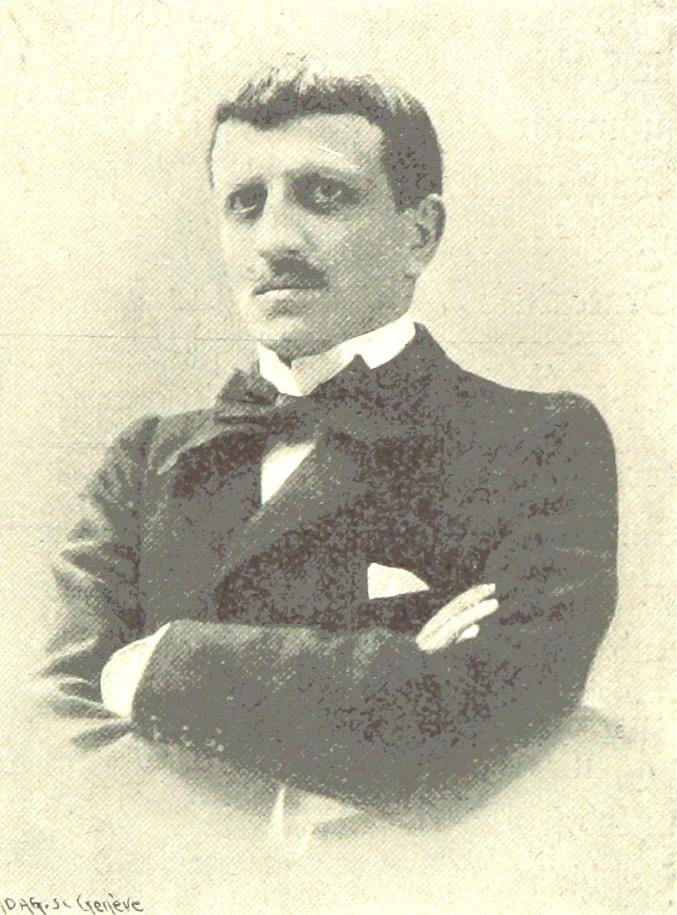
Gustave Doret

Gustave Doret (* 20. September 1866 in Aigle; † 19. April 1943 in Lausanne) war ein Schweizer Dirigent und Komponist.

## Leben
Gustave Doret studierte an der Musikhochschule Berlin bei Joseph Joachim, danach am Conservatoire de Paris  bei Théodore Dubois und Jules Massenet. Von 1893 bis 1895 war er zweiter Dirigent der Concerts d’Harcourt, 1904 dirigierte er das Orchester der Opéra-Comique in Paris.
Er schrieb in den Jahren 1905 und 1927 die Musik zum Fête des Vignerons. Seine Oper Les Armaillis (1900) und das Oratorium Les sept paroles du Christ (1895) sind in einem Stil gehalten, der noch nahe bei Massenet liegt.
Sein Name ist eng mit dem Théâtre du Jorat in Mézières VD verbunden, für welches er zu zahlreichen Stücken die Bühnenmusik schrieb: Aliénor (1910), La Nuit des Quatre Temps (1910), Tell (1914), La Servante d’Evolène (1937).
Der 1990 entstandene Werkskatalog der Bibliothèque Cantonale et Universitaire de Lausanne führt beinahe 400 Kompositionen auf.

## Hauptwerke
- Les sept paroles du Christ (1895) Oratorium
- Les Armaillis (1900) Oper
- Fête des Vignerons (1905)
- Aliénor (1910) Bühnenmusik
- La Nuit des Quatre Temps (1910) Bühnenmusik
- Tell (1914) Bühnenmusik
- Fête des Vignerons (1927)
- La Servante d’Evolène (1937)

## Auszeichnungen
- Offizier der Ehrenlegion